# Världsmästerskapen i bordtennis 2022
Världsmästerskapen i bordtennis 2022 hölls i Chengdu i Kina mellan den 30 september och 9 oktober 2022. Mästerskapet var ursprungligen planerad att arrangeras i april men senarelades på grund av covid-19-pandemin.

## Medaljörer
| Gren                             | Guld                                                            | Silver                                                                 | Brons                                                                      |
| Herrarnas lagtävling Detaljer... | Kina Fan Zhendong Ma Long Liang Jingkun Wang Chuqin Lin Gaoyuan | Tyskland Dang Qiu Benedikt Duda Ricardo Walther Fanbo Meng Kay Stumper | Japan Tomokazu Harimoto Shunsuke Togami Mizuki Oikawa Jo Yokotani          |
| Herrarnas lagtävling Detaljer... | Kina Fan Zhendong Ma Long Liang Jingkun Wang Chuqin Lin Gaoyuan | Tyskland Dang Qiu Benedikt Duda Ricardo Walther Fanbo Meng Kay Stumper | Sydkorea Jang Woo-jin An Jae-hyun Cho Seung-min Cho Dae-seong Hwang Min-ha |
| Damernas lagtävling Detaljer...  | Kina Sun Yingsha Chen Meng Wang Manyu Wang Yidi Chen Xingtong   | Japan Hina Hayata Mima Ito Miyuu Kihara Miyu Nagasaki Hitomi Sato      | Taiwan Chen Szu-yu Cheng I-ching Liu Hsing-yin Li Yu-jhun Huang Yi-hua     |
| Damernas lagtävling Detaljer...  | Kina Sun Yingsha Chen Meng Wang Manyu Wang Yidi Chen Xingtong   | Japan Hina Hayata Mima Ito Miyuu Kihara Miyu Nagasaki Hitomi Sato      | Tyskland Han Ying Nina Mittelham Shan Xiaona Sabine Winter Annett Kaufmann |

## Medaljtabell
*   Värdland ( Kina)
| Nr                  | Nation              | Guld | Silver | Brons | Totalt |
| ------------------- | ------------------- | ---- | ------ | ----- | ------ |
| 1                   | Kina*               | 2    | 0      | 0     | 2      |
| 2                   | Japan               | 0    | 1      | 1     | 2      |
| 2                   | Tyskland            | 0    | 1      | 1     | 2      |
| 4                   | Kinesiska Taipei    | 0    | 0      | 1     | 1      |
| 4                   | Sydkorea            | 0    | 0      | 1     | 1      |
| Totalt (5 nationer) | Totalt (5 nationer) | 2    | 2      | 4     | 8      |